# Português europeu
O português europeu, português de Portugal, português lusitano, ou português continental é a designação dada ao original linguístico da língua portuguesa falada em Portugal e pelos emigrantes portugueses espalhados pelo mundo, englobando os seus dialectos regionais, vocabulário, gramática e ortografia.
De acordo com a legislação da União Europeia, o português é uma das línguas oficiais da União (sendo língua de trabalho do Parlamento Europeu, mas não da Comissão Europeia), pelo que em textos internacionais da União, bem como nos respectivos sítios oficiais, é usada a norma europeia. Também é ensinado na Espanha, sobretudo na comunidade autónoma da Estremadura além na Andaluzia, na Galiza (onde há uma corrente reintegracionista e foi aprovada a Lei Valentín Paz-Andrade), e em todo o mundo através do Instituto Camões. Na ausência de normas-padrão próprias, os outros países lusófonos (com excepção do Brasil) seguem as convenções da norma portuguesa de Portugal existindo assim cerca de 65 milhões de habitantes (de acordo com os últimos censos) em regiões que adoptam o português de Portugal.
A norma do português é, segundo alguns autores, constituída pelo "conjunto dos usos linguísticos das classes cultas da região Lisboa–Coimbra". Outros autores [carece de fontes?] consideram o português-padrão (original) como a variedade centro-meridional usada em Lisboa por falantes cultos. De facto, a "região Lisboa-Coimbra" nunca existiu (em termos geográficos, demográficos, sociológicos, linguísticos ou outros) e a atribuição de estatuto especial a Coimbra na difusão do padrão europeu (defendido, entre outros, por Manuel de Paiva Boléo[carece de fontes?]) resulta simplesmente da presença da Universidade. Já em finais do século XIX, o linguista e grande pioneiro da fonética Aniceto dos Reis Gonçalves Viana, apesar de reconhecer a existência do que designou um "padrão médio" que existiria no "centro do reino, entre Coimbra e Lisboa", acabou por descrever a "pronúncia normal" (ou seja, referencial ou ortofónica) do português original a partir do uso de Lisboa.
O português é regulado pela Academia de Ciências de Lisboa.

## Fonologia

### Fonética
Fonética do Português Europeu:

### Dialectos
Todas as línguas naturais mudam e apresentam variação interna de acordo com a localização geográfica ou o estatuto social dos seus falantes. As fronteiras dialectais que os dialectólogos explicitam, chamadas "isoglossas", são a interpretação cartográfica dos dados linguísticos recolhidos por observação ou por inquérito linguístico. A diversidade dialectal do português europeu tem sido caracterizada pelos seus principais estudiosos (José Leite de Vasconcellos, Manuel de Paiva Boléo e Luís Filipe Lindley Cintra) a partir, sobretudo, de características fonéticas diferenciadoras, ou seja, com base no estabelecimento de ‘isófonas’. Em termos fonético-fonológicos, existem, no território nacional português diversas variedades diatópicas distintas, algumas das quais possuem características muito específicas, que dificultam a compreensão mútua. Actualmente, considera-se que, no território português continental, há duas grandes subdivisões dialectais: os dialectos setentrionais e os dialectos centro-meridionais. Quanto aos dialectos insulares, originalmente descendentes de variedades centro-meridionais do continente, verifica-se que apresentam particularidades fonético-fonológicas muito marcadas. Os dialectos insulares têm sido objecto de investigação dialectológica aprofundada nas últimas décadas.[carece de fontes?]

#### Dialectos de Portugal
Grupos de dialectos:

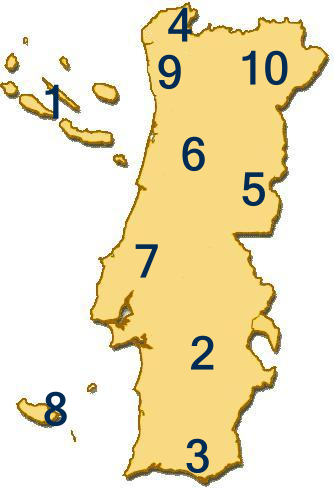
Dialectos de Portugal.

- Dialectos portugueses setentrionais
  - Dialectos transmontanos (10.) e alto-minhotos (4.). Ouvir registo sonoro recolhido em Castro Laboreiro (Minho).
  - Dialectos baixo-minhotos-durienses-beirões. Ouvir registo sonoro recolhido em Granjal (Viseu). (9. e 6.)
    - Dialecto do Baixo Minho e Douro Litoral. Inclui o Porto. Ouvir registo sonoro recolhido em Vila Praia de Âncora (Viana do Castelo). (tem características fonéticas distintas em relação aos outros dialectos setentrionais)
- Dialectos portugueses centro-meridionais
  - Dialectos do centro litoral. Inclui Coimbra, Leiria e Lisboa. Ouvir registo sonoro recolhido em Moita do Martinho (Leiria). (7.) (base do português-padrão europeu)
  - Dialectos do centro interior (5.) e meridionais (2. e 3.). Ouvir registo sonoro recolhido em Serpa (Beja, Alentejo).
    - Dialectos do centro interior-barlavento algarvio (têm características fonéticas, sobretudo nas vogais, claramente diferentes da dos outros dialectos portugueses)
      - Dialecto da Beira Baixa (Distrito de Castelo Branco) e norte do Distrito de Portalegre (extremo norte do Alto Alentejo). Ouvir registo sonoro recolhido em Castelo de Vide (Portalegre, Alentejo).
      - Dialecto do Barlavento do Algarve. Ouvir registo sonoro recolhido em Porches (Algarve).

    - Dialectos meridionais

  - Dialectos das ilhas atlânticas
    - Dialectos portugueses insulares madeirenses. Ouvir registo sonoro recolhido em Câmara de Lobos. (8.) (têm características fonéticas, sobretudo nas vogais, claramente diferentes da dos outros dialectos portugueses)
    - Dialectos portugueses insulares açorianos. Ouvir registo sonoro recolhido em Ponta Garça (São Miguel). (1.) (têm características fonéticas, sobretudo nas vogais, claramente diferentes da dos outros dialectos portugueses)

Regiões subdialectais com características peculiares bem diferenciadas (também podem ser considerados grupos de dialectos distintos, embora incluídos em grupos de dialectos maiores)
- Dialectos portugueses setentrionais
  - Região subdialectal do Baixo Minho e Douro Litoral. Inclui o Porto. Ouvir registo sonoro recolhido em Vila Praia de Âncora (Viana do Castelo).
- Dialectos portugueses centro-meridionais
  - Região subdialectal da Beira Baixa (Distrito de Castelo Branco) e norte do Distrito de Portalegre (extremo norte do Alto Alentejo): zona centro interior. Ouvir registo sonoro recolhido em Castelo de Vide (Portalegre, Alentejo).
  - Região subdialectal do Barlavento do Algarve: zona extremo sudoeste. Ouvir registo sonoro recolhido em Porches (Algarve).

Um mapa mais preciso da classificação Lindley Cintra pode ser encontrado no site do Instituto Camões.

## Área geográfica
O português europeu é falado pelos quase 11 milhões de habitantes de Portugal e pelos emigrantes portugueses espalhados pelo mundo, juntamente com os seus descendentes. A emigração maciça, que se verificou ao longo de todo o século XX, levou a que o português europeu fosse falado noutras partes do mundo, sobretudo na Europa: Suíça, Alemanha, França, Luxemburgo, Reino Unido, na América do Norte: Estados Unidos e Canadá, mas também na África do Sul, Venezuela, Argentina, Austrália e no Brasil, onde se encontram também grandes comunidades portuguesas.

## Ortografia
Terminado o período de transição de seis anos, a escrita oficial do português europeu rege-se pelas normas do Acordo Ortográfico de 1990 desde 13 de maio de 2015.
Ao longo do século XX, foram diversos os instrumentos jurídicos que regeram a ortografia portuguesa oficial. Em 1911, uma reforma ortográfica alterou profundamente a escrita do português, fazendo desaparecer as consoantes geminadas, os grupos ph, th, rh, o uso do y e do k, para além de pôr em prática muitas outras simplificações. Em 1931, foi assinado um primeiro acordo ortográfico com o Brasil. Seguiu-se-lhe o Acordo Ortográfico de 1945 que acabou por ser apenas aplicado em Portugal, ao qual foram aduzidas pequenas alterações em 1973. Apesar de já não ser ensinada nas escolas, não ser utilizada pelos organismos do Estado, nem pela larga maioria dos órgãos de comunicação social, esta ortografia ainda é amplamente usada pela população portuguesa. A implementação do Acordo Ortográfico de 1990 veio pôr cobro a grande parte das diferenças existentes na escrita de muitas palavras entre o Brasil e Portugal. Por exemplo, as consoantes mudas que eram mantidas na grafia portuguesa em palavras como acto, eléctrico, adopção, Egipto e muitas outras, por motivos etimológicos ou por exercerem influência no timbre da vogal anterior. Persistem, no entanto, algumas divergências ortográficas entre Portugal e o Brasil que resultam das diferenças de pronúncia entre os dois países – fato, anistia, econômico, aspecto e recepção, no Brasil; facto, amnistia, económico, aspeto e receção, em Portugal - ou da tradição lexicográfica de cada país – húmido, missanga e beringela, em Portugal; úmido, miçanga e berinjela, no Brasil.

## Gramática

Mapa cronológico mostrando o desenvolvimento do português

### Regras de acentuação gráfica
No português europeu, as palavras agudas ou oxítonas que terminam em -a, -e, -o, -ei, -oi, e -eu levam acento agudo: sofá, pé, ré, herói, céu, pastéis etc. As palavras graves ou paroxítonas de vogal aberta, ao contrário do português do Brasil, levam também o acento agudo, como em "bónus". Por fim, as esdrúxulas ou proparoxítonas levam também acento agudo nas vogais abertas, como em "higiénico", "económico" e "fenómeno", que, no Brasil, se escrevem "higiênico", "econômico" e "fenômeno".

### Conjugação
No português europeu, é muito frequente o uso do infinitivo gerundivo. Até há algum tempo, a sul do rio Tejo, usava-se mais o gerúndio, mas, com os meios de comunicação, o infinitivo tornou-se mais geral em todo o país durante a primeira metade do século XX.
A forma "a + infinitivo" também é predominante no galego, no mirandês e é comum nas línguas galego-asturianas. Também se encontra no dialeto espanhol do noroeste peninsular/Galiza (por influência direta da língua galega), mas o castelhano-padrão usa exclusivamente o gerúndio. A forma com infinitivo trata-se de uma conjugação quase tão antiga como a do gerúndio, apesar de a sua aparição no português ser tardia, isto no século XIX segundo a linguista Ana Carvalho. Já se encontrava em textos galegos da era medieval, por exemplo: "Junto con ágoa do ryo Minõ, onde anda a barqua a pasar..." ("Junto com água do rio Minho, onde anda a barca a passar...") Ver "A vida e a fala dos devanceiros" Volume 1.
A forma original com gerúndio ainda é muito usada hoje em Portugal, sobretudo no Baixo Alentejo, Algarve, Açores e Madeira:
O gerúndio também é frequentemente usado na literatura moderna portuguesa, por exemplo nas obras de José Saramago e outros autores.

#### Formalidade
Na maneira de se dirigir às pessoas, é mais frequente usar "o senhor", "a senhora", "você" em diálogos com pessoas desconhecidas ou mais velhas. Se for para uma pessoa com licenciatura ou de alta patente militar ou política, empregam-se, muitas vezes, "vossa excelência" ou "sr. doutor" no caso de serem médicos (sendo também muito frequente para professores, advogados, economistas, gestores) ou, ainda, "sr. engenheiro".

#### Informalidade
No aspecto informal do português europeu, utiliza-se sobretudo o pronome pessoal da 2.ª pessoa do singular, "tu", de forma subentendida ou não.